# Kobeliarovo
Kobeliarovo – wieś (obec) na Słowacji położona w kraju koszyckim, w powiecie Rożniawa. Miejscowość znajduje się w dolinie Kobeliarowskiego potoku (Kobeliarovský potok) na Pogórzu Rewuckim (Revucká vrchovina). 

## Opis miejscowości
Pierwsze wzmianki o miejscowości pochodzą z roku 1466. 
Według danych z dnia 31 grudnia 2012, wieś zamieszkiwały 462 osoby, w tym 241 kobiet i 221 mężczyzn.
W 2001 roku rozkład populacji względem narodowości i przynależności etnicznej wyglądał następująco:
- Słowacy – 93,38%
- Czesi – 0,71%
- Romowie – 1,18%
- Węgrzy – 1,65%

Ze względu na wyznawaną religię struktura mieszkańców kształtowała się w 2001 roku następująco:
- Katolicy rzymscy – 5,67%
- Grekokatolicy – 0,95%
- Ewangelicy – 76,6%
- Ateiści – 13%
- Nie podano – 3,78%